# Sarkady János
Sarkady János (Biharkeresztes, 1927. december 31. – Budapest, 2006. szeptember 5.) klasszika-filológus, történész, egyetemi tanár, a Magyar Tudományos Akadémia rendes tagja.

## Élete
1947-ben kezdte meg tanulmányait Debreceni Egyetem magyar-latin szakán. 1948-ban Szabó Árpád (1913–2001) professzor közbenjárására Budapestre került a Királyi Magyar Pázmány Péter Tudományegyetemre mint görög–latin szakos diák. Az Eötvös Kollégiumban szobatársa volt Ritoók Zsigmond.

## Oktatói tevékenysége
1951-ben a görög–latin szakos diplomájának megszerzése után az egyetemen Marót Károly (1885–1963) professzor mellé került gyakornokként. 1952-ben tanársegéd lett a Borzsák István (1914–2007) vezette Ókori Történeti Tanszéken. 1954 és 1958 között egyetemi adjunktus volt majd 1958-tól 1964-ig középiskolai tanárként dolgozott.
1964-ben a debreceni Kossuth Lajos Tudományegyetem klasszika-filológia tanszékére került, amelyet ekkor régi-új munkatársa Borzsák István vezetett. Még ugyanebben az évben kandidált.
1966-tól 1979-ig az Ókortörténeti Tanszék docense, majd 1979-től egyetemi tanár lett. 1969 és 1987 között az egyetem Ókortörténeti Tanszékének vezetője volt.
1987-ben az ELTE Ókortörténeti Tanszékének egyetemi tanára lett. 1988-tól 1995-ig ugyanitt tanszékvezető volt. 1998-ban nyugdíjba vonult, de egészen haláláig tanított mint professzor emeritus.

## Szervezeti tagság
1994-től 1997-ig az MTA Közgyűlési képviselője, az Ókortudományi Bizottság tagja.

## Kutatási területe
Korai és klasszikus görög történelem és kultúra.

## Főbb publikációi
- A világirodalom története In: Ókor (1955)
- A demokrácia bölcsője (Gondolat, Budapest, 1960)
- Arisztotelész: Poétika (ford., 1963)
- Reise in das alte Athen (1964)
- A görög kultúra aranykora - társszerzők: Ritoók Zsigmond, Szilágyi János György; (Gondolat, Budapest, 1968, 1984) ISBN 963-281-297-2
- Aiszóposz: Mesék (ford. 1969)
- Gazdasági élet az ókori Görögországban (Gondolat, Budapest, 1970)
- Görög vallás, görög istenek (Gondolat, Budapest, 1974) ISBN 963-280-050-8
- A korai Attika történeti forrásai I-III. (1985-87)
- A görög föld ős- és koratörténete (1991)
- A korai athéni állam alkotóelemei (1994)
- A polis eredete (1995)
- Görög történelem a kezdetektől Kr. e. 30-ig - társszerzők: Hegyi Dolores, Németh György, Kertész István; (Osiris, Budapest, 1995, 2005) ISBN 9633897998
- Studies in Greek Heortology (1998)
- Genosok a korai Athénben (2000)
- Róma a Kr. e. 5. században (2003)
- Théseustól Solónig (2004)
- Görög művelődéstörténet - társszerzők: Németh György, Ritoók Zsigmond, Szilágyi János György; (Osiris, Budapest, 2006) ISBN 9789633898727